# Aleksander Kowalski (ekonomista)
Aleksander Kowalski (ur. 10 października 1947 w Pisarzowej, zm. 27 kwietnia 2015 w Krakowie) – polski ekonomista, nauczyciel akademicki, doktor nauk ekonomicznych, profesor nadzwyczajny oraz dziekan Małopolskiej Wyższej Szkoły Ekonomicznej w Tarnowie, a także rektor Wyższej Szkoły Ekonomii i Informatyki w Krakowie.
Był specjalistą w zakresie badań procesów prywatyzacji polskiej gospodarki po transformacji systemowej. Jako wykładowca akademicki związany był między innymi z Uniwersytetem Ekonomicznym w Krakowie oraz Małopolską Wyższą Szkołą Ekonomiczną w Tarnowie, której był profesorem nadzwyczajnym, a także w latach 1995-2006 dziekanem. W latach 2007–2015 był rektorem Wyższej Szkoły Ekonomii i Informatyki w Krakowie.
Poza pracą akademicką Aleksander Kowalski był również członkiem rad nadzorczych dużych podmiotów gospodarczych, w tym między innymi Huty im. Tadeusza Sendzimira SA oraz Chemobudowa SA. Piastował również funkcję przewodniczącego Rady Nadzorczej Agencji Rozwoju Miasta S.A. w Krakowie, będąc odpowiedzialnym za powstanie m.in. Tauron Areny.
Aleksander Kowalski za zasługi dla miasta Krakowa został w 2014 roku uhonorowany odznaką Honoris Gratia. Zmarł 27 kwietnia 2015 roku i spoczął na Cmentarzu Salwatorskim, kwatera M-1-1.

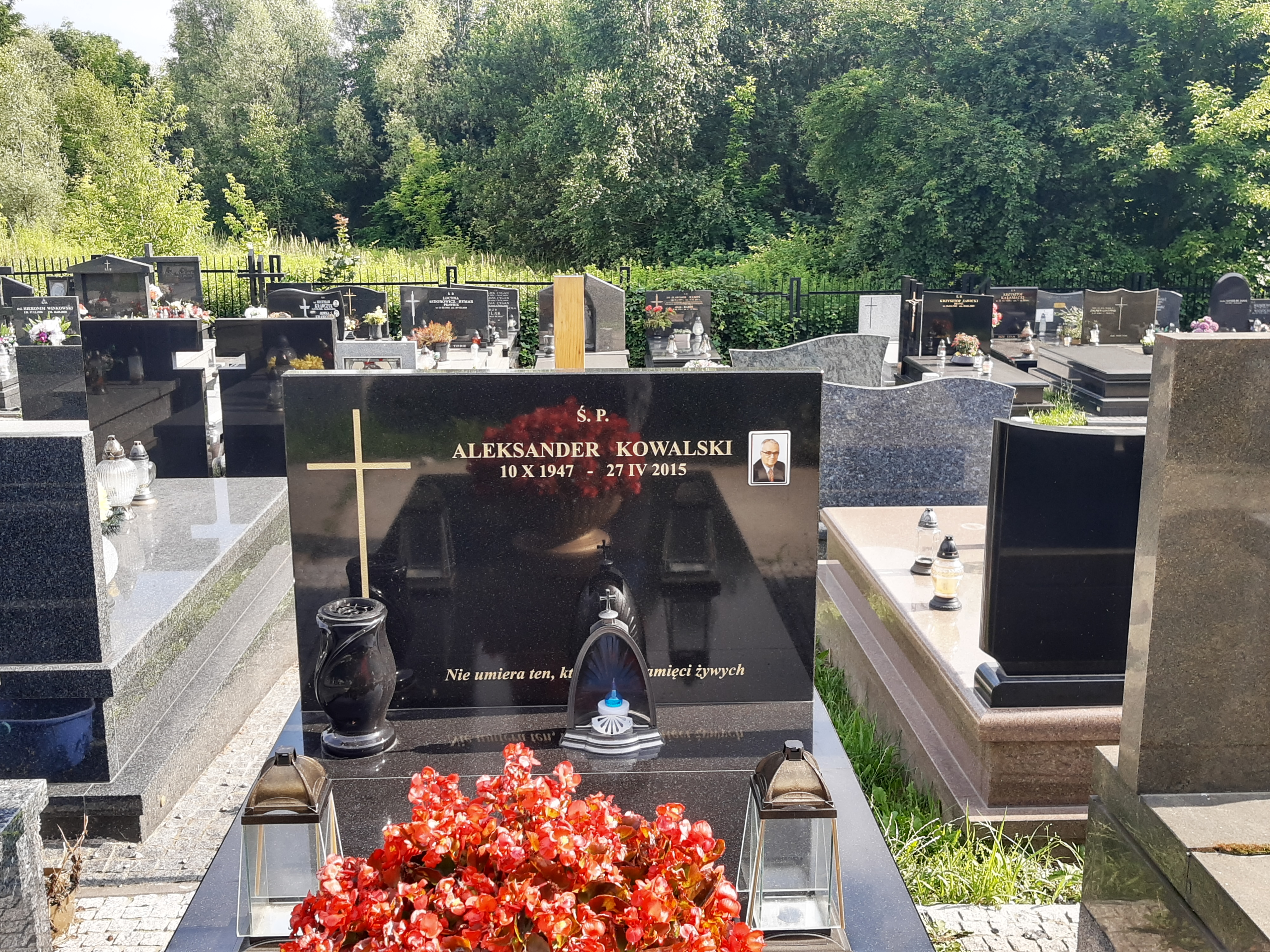
Grób prof. Aleksandra Kowalskiego na Cmentarzu Salwatorskim